# Panorpa setifera
Panorpa setifera är en näbbsländeart som beskrevs av Webb 1974. Panorpa setifera ingår i släktet Panorpa och familjen skorpionsländor. Inga underarter finns listade i Catalogue of Life.